# Schole zard

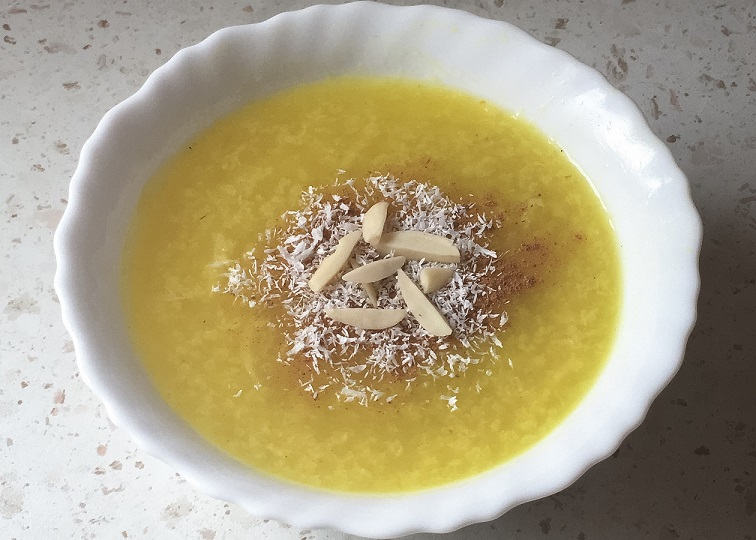
Eine Portion Schole zard

Schole zard (شله زرد Scholeh zard, deutsch ‚Gelber Pudding‘), u. a. auch Sholeh zard, ist ein mit Safran gewürzter, süßer Reispudding der  Persischen Küche. Eng verwandte Gerichte sind z. B. in der Türkei (Zerde) und in Indien (Zarda) bekannt, deren Namen sich ebenfalls vom persischen Wort für „gelb“ (زرد zard) ableiten. Im Syrien des 16. Jahrhunderts war an Feiertagen im Kalifenpalast die Zubereitung von Pfeffereis mit Butter oder Zerde („Safranwasser“) mit Bienenhonig vorgeschrieben. Obwohl Schole zard erst in islamischen Quellen auftaucht, wird angenommen, dass es in Iran, wo der Safrananbau seit etwa 1000 v. Chr. belegt ist, bereits in vorislamischer Zeit zubereitet wurde. Heutzutage wird es vor allem an Feiertagen wie Nowruz oder während des Ramadan als Dessert gegessen und gehört darüber hinaus zu den Speisen, die traditionell als „Nazri“ an Bedürftige und Nachbarn verteilt werden.

## Zubereitung
Gewöhnlich wird für Schole zard Langkornreis verwendet, der in Wasser zu einem Brei gekocht, mit Safran (optional auch mit Rosenwasser und Kardamom) gewürzt und mit Zucker gesüßt wird. Nach dem Erkalten wird der fertige Pudding üblicherweise mit Pistazien, Mandeln und/oder Zimt bestreut serviert.